# Florence Barker
Florence Barker (22 de novembro de 1891 – 15 de fevereiro de 1913) foi uma atriz norte-americana da era do cinema mudo. De 1908 a 1912, ela apareceu em mais de sessenta filmes. Barker nasceu e faleceu em Los Angeles, Califórnia, vítima de pneumonia.

## Filmografia selecionada
- An Awful Moment (1908)
- Choosing a Husband (1909)
- Faithful (1910)
- The Kid (1910)
- The Two Paths (1911)
- His Daughter (1911)
- Priscilla's April Fool Joke (1911)
- Priscilla and the Umbrella (1911)